# Lombise
Lombise is een dorp in de Belgische provincie Henegouwen, en een deelgemeente van de Waalse gemeente Lens. Tot 1 januari 1977 was het een zelfstandige gemeente.

## Bezienswaardigheden
- De Onze-Lieve-Vrouw van de Kerseboomkapel (Chapelle Notre-Dame du Cerisier) is een kapel van 1667 in Lodewijk XIV-stijl.
- Het Lavoir nabij het kasteel en de Ruisseau des Viviers.
- Een voormalige kalkoven van 1858.
- De Onze-Lieve-Vrouwekerk (Église Notre-Dame de Foy) is een neoromaans kerkgebouw van 1852-1853. Hij heeft een achtkantige vieringtoren.
- Het Château de la Boëssière-Thienne is een omgracht kasteel van 1763. De bijgebouwen zijn 19e-eeuws. Het geheel is gelegen in een uitgestrekt park.

## Natuur en landschap
Lombise ligt aan de Ruisseau des Viviers die zuidwaarts naar de Oostelijke Dender stroomt. In het westen ligt het Bois de la Provision. De hoogte aan de kerk bedraagt 70 meter.

## Demografische ontwikkeling
- Bronnen: NIS, Opm: 1831 tot en met 1970=volkstellingen, 1976= inwoneraantal op 31 december

## Geboren in Lombise
- Charles Thiennes de Lombise (1758-1839), edelman en Zuid-Nederlands politicus; voorzitter van de Eerste Kamer der Staten-Generaal

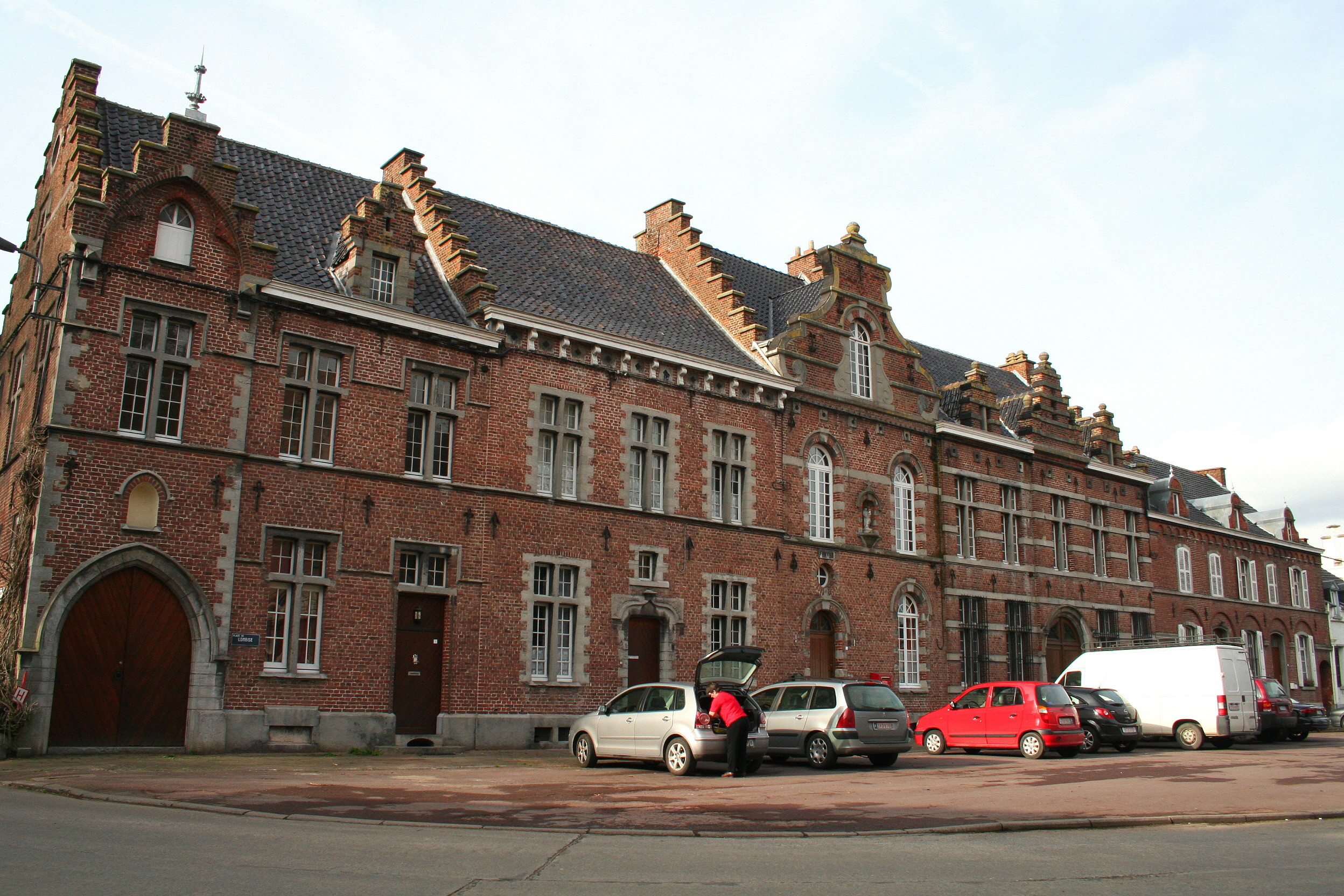
Place de Lombise, marktplein

## Nabijgelegen kernen
Thoricourt, Cambron-Saint-Vincent, Montignies-lez-Lens, Louvignies